# Bernd Förster
Bernhard «Bernd» Georg Josef Förster (Mosbach, Alemania Occidental, 3 de mayo de 1956) es un exfutbolista alemán que jugaba como defensa.
Su hermano menor, Karlheinz Förster, también fue futbolista y jugaron juntos en la selección alemana.

## Selección nacional
Fue internacional con la selección de Alemania Federal en 33 ocasiones. Formó parte de la selección campeona de Europa en 1980 y subcampeona mundial en 1982.

### Participaciones en Copas del Mundo
| Mundial              | Sede   | Resultado  | Partidos | Goles |
| -------------------- | ------ | ---------- | -------- | ----- |
| Copa Mundial de 1982 | España | Subcampeón | 4        | 0     |

### Participaciones en Eurocopas
| Copa          | Sede    | Resultado      | Partidos | Goles |
| ------------- | ------- | -------------- | -------- | ----- |
| Eurocopa 1980 | Italia  | Campeón        | 2        | 0     |
| Eurocopa 1984 | Francia | Fase de grupos | 3        | 0     |

## Clubes
| Equipo            | País             | Año       |
| ----------------- | ---------------- | --------- |
| Waldhof Mannheim  | Alemania Federal | 1974      |
| Bayern de Múnich  | Alemania Federal | 1974-1976 |
| 1. FC Saarbrücken | Alemania Federal | 1976-1978 |
| VfB Stuttgart     | Alemania Federal | 1978-1986 |

## Palmarés

### Campeonatos nacionales
| Título     | Equipo        | País             | Año  |
| ---------- | ------------- | ---------------- | ---- |
| Bundesliga | VfB Stuttgart | Alemania Federal | 1984 |

### Copas internacionales
| Título                      | Equipo           | Sede           | Año  |
| --------------------------- | ---------------- | -------------- | ---- |
| Copa de Campeones de Europa | Bayern de Múnich | París          | 1975 |
| Copa de Campeones de Europa | Bayern de Múnich | Glasgow        | 1976 |
| Copa Intercontinental       | Bayern de Múnich | Belo Horizonte | 1976 |
| Eurocopa                    | Alemania Federal | Italia         | 1980 |

## Condecoraciones
| Distinción      | Año  |
| --------------- | ---- |
| Laurel de Plata | 1980 |